# Manu Gavassi
Manoela Latini Gavassi Francisco (São Paulo, 4 de enero de 1993), más conocida como Manu Gavassi, es una cantante, compositora, actriz, escritora y 
directora brasileña, conocida por interpretar a Pamela Toledo en la serie original de Disney Channel, Z4 y por su personaje de Milene Jardim en la serie original de Netflix, Maldivas.
En octubre de 2010, lanzó su álbum debut homónimo Manu Gavassi. En noviembre de 2013, lanzó su segundo álbum de estudio titulado Clichê Adolescente. En 2014, debutó en la telenovela Em Familia interpretando a la cantante Paulinha. En el mismo año, se unió al elenco de la vigésima segunda temporada de Malhação interpretando al villano Vicki. En diciembre de 2015, lanzó su primera obra extendida titulada Vício. En 2016, hizo su debut en el cine, protagonizando la película Socorro, Virei Uma Garota! interpretando a Melina. En abril de 2017, lanzó su tercer álbum de estudio titulado Manu.
En noviembre del mismo año, se lanzó como escritora con su libro Olá, Caderno!. En 2018, protagonizó la serie Z4 interpretando a la coreógrafa Pâmela Toledo. En diciembre de 2018, lanzó su segundo EP titulado Cute but Psycho, con tres temas inéditos. En el mismo mes, lanzó una serie web basada en la vida titulada Garota Errada a través de su canal de YouTube, que fue dirigida y escrita por ella. En mayo de 2019, Gavassi lanzó el EP MINIDocs Nashville con cuatro temas de relectura de algunos de sus éxitos como una forma de celebrar su carrera de diez años. En septiembre, lanzó el EP Cute pero (todavía) Psycho con tres temas inéditos.

## Biografía
Nacida y criada en São Paulo, es hija del presentador y presentador de radio Zé Luiz y de la psicóloga y artista Daniela Gavassi y hermana de la estudiante de moda Catarina Gavassi. A los 12 años, su padre le enseñó a tocar la guitarra escribiendo su primera canción a los 13 años. A los 19 años, dejó la casa de sus padres para vivir sola en un departamento y tomó cursos de interpretación en la capital del estado.

## Carrera

### 2009–2011:Manu Gavassi

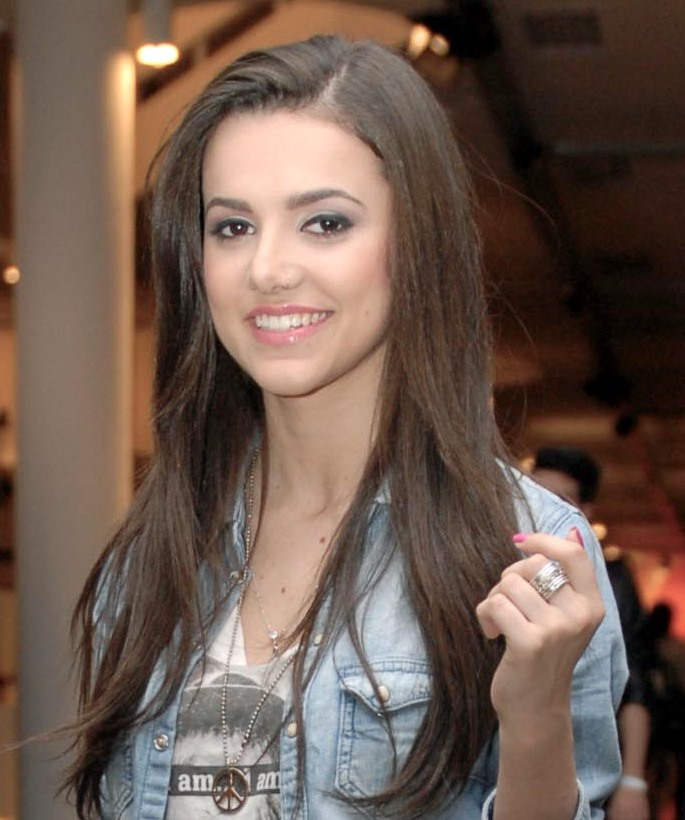
Manu en la Semana de la Moda de Sao Paulo en 2011

Comenzó su carrera en 2009 a través de la revista Capricho, participando en Galera Capricho, modelando en editoriales de moda y siendo parte de artículos de comportamiento para la revista. Karol Pinheiro, uno de los reporteros de Capricho en ese momento, se enteró de que Manu estaba cantando y pidió un video del cantante para ponerlo en el sitio web de la revista. Con la repercusión de este video, Manu pasó a cubrir canciones de los cantantes Justin Bieber y Taylor Swift y difundió sus propias canciones a través de su canal de YouTube. Hasta que su padre, el presentador Zé Luiz, envió algunos videos de ella cantando sus canciones con derechos de autor al productor Rick Bonadio, quien encontró el material interesante e invitó a la cantante a formar parte de su sello discográfico Midas Music y grabar su primer álbum de estudio.
Luego, Manu comenzó a trabajar en su álbum homónimo, que fue grabado en solo dos meses y lanzado el 31 de agosto de 2010. Su primer sencillo "Garoto Errado" fue lanzado una semana antes del lanzamiento del álbum. El primer espectáculo del cantante tuvo lugar el 18 de septiembre a través del evento NoCapricho 2010. En febrero de 2011, se lanzó como un solo "Planes imposibles". En 2011, su canción "Garoto Errado" estaba en la banda sonora de la telenovela Rebelde en Record. Los sencillos "Garoto Errado" y "Planos Impossíveis" recibieron el disco de oro de Pro-Música Brasil. En noviembre se lanzó el último sencillo de su álbum "Odio". El video musical fue lanzado exclusivamente a través de la pintura Garagem do Faustão, que se muestra en el programa Domingão do Faustão. En el mismo mes hizo su debut como actriz, haciendo un cameo en la serie Julie y los fantasmas como Débora.

### 2012–2014:Cliché adolescentey actuación
En febrero de 2012, Gavassi lanzó el sencillo "Você Já Deveria Saber". En junio, grabó las canciones "O Céu Eu Vou Tocar" y "Ao Ar Livre" para la banda sonora de la película Valente, como una pausa para las aventuras de la valiente princesa Marilda. En septiembre, se lanzó "Conto de Fadas", el primer sencillo de su segundo álbum, que estaba entre los diez iTunes más jugados. En abril de 2013, lanzó su segundo sencillo, "Clichê Adolescente", la canción que da nombre al álbum, y en noviembre, su tercer y último sencillo, "Segredo", con el exnovio Chay Suede. El álbum fue lanzado el 29 de noviembre y presentó un mini documental publicado a través de su canal de Youtube.
En enero de 2014, fue invitada por la cantante mexicana Dulce María para hacer un dúo en portugués de la canción "Antes que ver el sol", la canción que se lanzó en agosto. En febrero, debutó en la telenovela en la telenovela Em Familia interpretando a la cantante Paulinha. En diciembre, interpretó al villano Vicki en la vigésima segunda temporada de Malhação. Manu solo iba a formar parte de la trama, pero debido a la repercusión y el éxito de su personaje, a pedido de los fanáticos, regresó y permaneció hasta el final de la serie. En diciembre, lanzó su nuevo sencillo "Esse Amor Tão Errado", que presentaba un video musical grabado en Los Ángeles y apareció en la compilación Jovens Tardes.

### 2015–2016:Vícioy debut en el cine

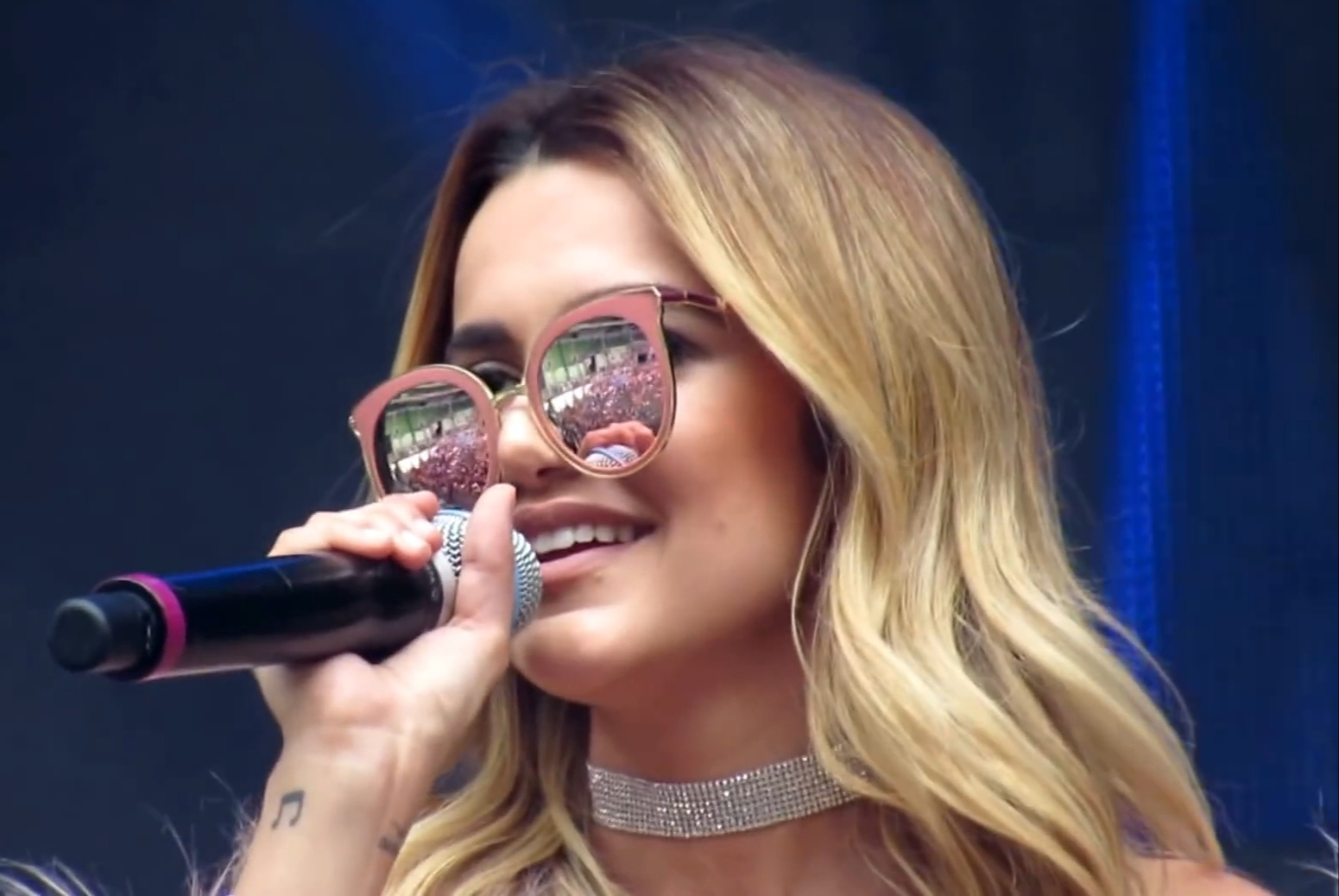
Manu durante la presentación de Vício Tour en el Festival Z en 2016

Después de tomarse un descanso de su carrera como cantante durante dos años para concentrarse en su carrera como actriz, en 2015 dejó el sello discográfico Midas Music después de cinco años y firmó con el sello discográfico Angora Music, comenzando las grabaciones de su primera obra extendida titulada Vício. En noviembre, se lanzó "Camiseta", el primer sencillo del EP. Vício fue lanzado el 11 de diciembre con cinco pistas inéditas. Toda la producción del EP fue firmada por el cantante Junior Lima y la bajista Dudinha Lima. El segundo sencillo "Direção" fue lanzado en febrero de 2016 y el video musical de la canción contó con el actor Rafael Vitti, con quien Gavassi protagonizó escenas muy calientes.
El 6 de marzo, comenzó Vício Tour en São Paulo, siendo la primera gira de su carrera. En mayo se lanzó el sencillo "Vício". El video musical de la canción fue lanzado en dos partes, y los fanáticos tuvieron que donar una cantidad específica de sangre para que fuera lanzado. Con la Fundación Pro-Blood como asociación, la campaña Play For Life tuvo como objetivo alentar la donación a los fanáticos del cantante. En octubre, se lanzó "Sozinha", el último sencillo del EP. En noviembre de 2016, hizo su debut en el cine, protagonizando la película Socorro,Virei Uma Garota! interpretando a Melina,que se estrenó en agosto de 2019 En diciembre de 2016, firmó con Universal Music, continuando las grabaciones de su tercer álbum de estudio.

### 2017–presente: Manu y debut como escritor

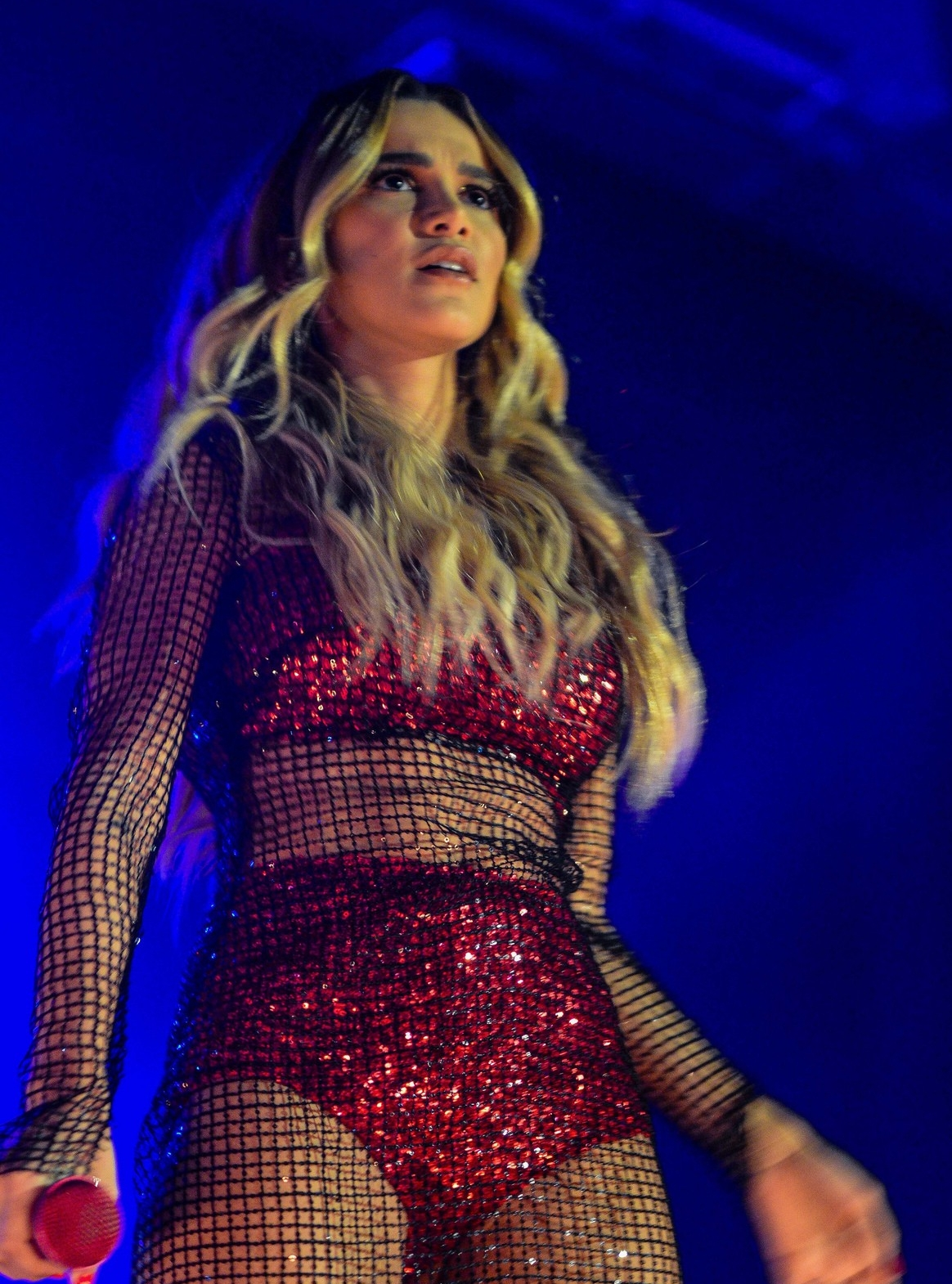
Gavassi en 2017

El 7 de abril de 2017, lanzó su tercer álbum de estudio titulado Manu. Ese mismo día, se lanzó el sencillo "Hipnose", el buque insignia de su nuevo álbum. Manu Tour comenzó el 18 de mayo en Campinas. En julio, hizo un cameo en la serie Planeta B, que se mostró en Multishow, interpretando al asesino en serie Josephine. En agosto, se lanzó "Muito Muito", el segundo sencillo del álbum, con la dirección y el guion del video musical tomado por el cantante. En noviembre, lanzó su libro debut titulado Olá, Caderno! a través de la editorial Rocco. En febrero de 2018, dirigió el video musical de la canción "Clareiamô" del dúo Anavitória. En marzo, lanzó el sencillo "Me Beija", con un video musical lleno de referencias a la década de 2000. En mayo, lanzó como sencillo una nueva versión de la canción "Fora de Foco" en colaboración con la cantante Ana Caetano, dúo Anavitória. La canción fue compuesta por ambos y en su versión en solitario está presente en su álbum Manu. En junio, lanzó como sencillo una nueva versión de la canción "Ninguém Vai Saber" en asociación con el cantante portugués Agir, una canción que también está presente en su tercer álbum de estudio. En julio, Gavassi fue invitado por el cantante para una interpretación de la canción en Rock in Rio Lisboa.
En 2018, Manu protagonizó la serie Z4 interpretando a la coreógrafa Pâmela Toledo. En noviembre, el cantante anunció una nueva gira llamada Manu Pocket Tour. Esta gira tiene un formato diferente de espectáculos, siguiendo el modelo acústico temprano de su carrera y contándole las historias detrás de sus canciones. En diciembre, el EP Cute But Psycho fue lanzado con tres pistas inéditas. Teniendo como forma de difusión, una historia contada por fotografías analógicas, publicadas con subtítulos en sus redes sociales, con la participación del actor João Vithor Oliveira. En el mismo mes, lanzó una serie web basada en la vida titulada Garota Errada a través de su canal de YouTube, que fue dirigida y escrita por ella. En mayo de 2019, Gavassi lanzó el EP MINIDocs Nashville con cuatro temas de relectura de algunos de sus éxitos como una forma de celebrar su carrera de diez años. Grabado en Nashville, el EP ocupó el puesto número 1 en iTunes. En septiembre, el cantante lanzó el EP Cute pero (todavía) Psycho con tres pistas inéditas, una continuación del EP Cute but Psycho lanzado anteriormente.

### 2020–presente: Big Brother Brasil y contrato con Netflix
En 2020, participó en la vigésima temporada del reality show Big Brother Brasil, como uno de los invitados del grupo camarote, obteniendo el 3.er lugar con 21.09%  de los votos. Antes de unirse al programa, Manu grabó videos para su sitio web Garota Errada, que fueron publicados en su Instagram, retratando de manera divertida su participación fuera de BBB. Gavassi fue muy elogiado por su estrategia de marketing para difundir su trabajo, en un entorno confinado y no real. En abril, se anunció que la plataforma de streaming de Globoplay estaría interesada en producir una serie, debido a la gran repercusión y éxito que tuvo. En entrevistas, Gavassi ha revelado que transformará a Garota Errada en una serie y que existe la posibilidad de ir a televisión o streaming y contar con la dirección del actor Selton Mello y la participación de la actriz Bruna Marquezine. El 28 de enero lanzó como sencillo la canción "Audio de Desculpas", tema que forma parte del EP Cute pero (todavía) Psycho, lanzado en septiembre de 2019. El video musical de la canción tenía el guion y la dirección creativa firmados por ella y alcanzó 1 millón de visitas en 24 horas, ocupando el primer lugar en los videos populares de YouTube. La canción también contó con el TOP 50 viral de Spotify Brasil, junto con las canciones "Planos Impossíveis", lanzado en 2011, "Farsa", lanzado en 2015 y "Música Secreta", lanzado en 2019. 
"Audio de Desculpas" fue la primera canción de la cantante en ubicarse en el TOP 50 de las canciones más reproducidas en Spotify Brasil, alcanzando la posición 37. La canción también alcanzó el puesto 38 en el TOP 50 de las canciones virales mundiales y recibió un certificado de platino por 80.000 copias vendidas.
Su participación en el reality hizo que su libro Olá, Caderno, lanzado en 2017, se vendiera y ganara una adaptación cinematográfica. En febrero, Gavassi anunció una mini gira llamada Cute but Psycho Experience, que se pospuso hasta 2021 debido a la pandemia de COVID-19. En abril, Manu alcanzó la 4.ª posición y se convirtió en el artista brasileño mejor posicionado en el Billboard Social 50 Chart, ranking mundial que analiza el engagement de los artistas en las redes sociales. 
La cantante también alcanzó la posición 30 en Artistas emergentes, una lista que muestra a los artistas que están fluyendo en las listas de Billboard, indicando quién está actualmente en aumento. En mayo, lanzó el sencillo "Eu Te Quero" en sociedad con el cantante Zeeba. La canción alcanzó el puesto 41 en el TOP 50 de las canciones más reproducidas en Spotify Brasil. El 27 de mayo lanzó su colección de ropa y accesorios en asociación con C&A. Ese mismo mes regrabó el jingle "Pipoca e Guaraná" para protagonizar el comercial publicitario de Guaraná Antarctica. En junio, Gavassi fue invitado a formar parte del elenco de la telenovela Salve-se Quem Puder, pero tuvo que rechazar la invitación, como ya se confirmó en el elenco de la serie Maldivas, con guion de la escritora Natália Klein, cuyas grabaciones están previstas para diciembre y serán mostrado en la plataforma de transmisión de Netflix. En julio, participó en el video "Tik Toker", transmitido por el canal humorístico Porta dos Fundos, interpretando a Lelê, una mujer adicta a la aplicación TikTok. En agosto, Manu cambió su nombre en sus redes sociales a Malu Gabatti, personaje creado por ella, directora y guionista, encargada de dirigir el video musical de la canción de Gavassi y Gloria Groove "Deve Ser Horrível Dormir Sem Mim". El video musical fue lanzado en forma de un cortometraje de 10 minutos y contó con la participación de su exnovio, el actor Chay Suede y su esposa, la actriz Laura Neiva. La canción debutó en el 2.º lugar en el TOP 50 de las canciones más reproducidas por Spotify Brasil, estuvo en el TOP 200 en Spotify Global, ocupando la posición 187 y alcanzó 3 millones de reproducciones en 24 horas. En septiembre presentó el Concurso Oficial Toddy Royal y entregó con la actriz Bruna Marquezine los Premios MTV Millennial 2020, en los que recibió los premios MIAW Icon y Clipão da Porra por la canción "Audio de Desculpas". En noviembre, Gavassi anunció su contrato con Netflix y lanzó una colaboración de maquillaje en sociedad con O Boticário, en la que fue parte del proceso de creación. En el mismo mes, Manu se convirtió en el primer artista brasileño en ganar los People's Choice Awards, en la categoría Mejor Influencer Brasileño.

## Vida personal
En octubre de 2011, después de conocer al actor y cantante Chay Suede durante el primer concierto de la banda, Rebeldes, en el que el cantante realizó el espectáculo de apertura, comenzaron a relacionarse, solo saliendo en noviembre de 2012. La relación llegó a su fin en junio de 2014, después de tres años juntos. De julio a diciembre del mismo año, se relacionó con el actor y cantante Fiuk. Entre enero y julio de 2018, tuvo una relación con el empresario Leo Picon. En noviembre de 2019, asumió una relación con Igor Carvalho Rodrigues, ingeniero y director ejecutivo de Cidade das Artes.
No se sabe el motivo del término entre los dos, sin embargo, en junio de 2021, Manu asume el noviazgo con el modelo Jullio Reis.

## Discografía

#### Álbumes de estudio
- Manu Gavassi (2010)
- Clichê Adolescente (2013)
- Manu (2017)
- Gracinha (2021)

## Filmografía

### Televisión
| Año  | Título                | Personaje                         | Notas    |
| ---- | --------------------- | --------------------------------- | -------- |
| 2011 | Julie y los fantasmas | Débora                            |          |
| 2014 | Em Família            | Paula Mello (Paulinha)            |          |
| 2014 | Malhação Sonhos       | Victória Nóbrega Oliveira (Vicki) |          |
| 2017 | Planeta B             | Josephine                         |          |
| 2018 | Z4                    | Pamela Toledo                     |          |
| 2020 | Big Brother Brasil 20 | Ella misma                        | 3° Lugar |
| 2020 | MTV Millennial Awards | Presentadora                      |          |
| 2021 | Maldivas              | Milene                            |          |

### Cine
| Año  | Título                    | Personaje  | Notas        |
| ---- | ------------------------- | ---------- | ------------ |
| 2013 | NoCapricho: O Filme       | Ella misma | Documentario |
| 2019 | Socorro, Virei Uma Garota | Melina     |              |

### Internet
| Año  | Título                | Personaje  | Billetes     |
| ---- | --------------------- | ---------- | ------------ |
| 2010 | Manu Gavassi: A Série | Ella misma | Serie Web    |
| 2016 | Manu Gavassi: Vício   | Ella misma | Serie Web    |
| 2018 | Garota Errada         | Ella misma | Serie Web    |
| 2019 | MINIDocs              | Ella misma | Documentario |

## Literatura
| Año  | Título       | Editorial |
| ---- | ------------ | --------- |
| 2017 | Olá, Caderno | Rocco     |

## Premios y nominaciones
| Año  | Premio                                | Categoría                  | Indicación           | Resultado |
| ---- | ------------------------------------- | -------------------------- | -------------------- | --------- |
| 2011 | Prêmio Multishow de Música Brasileira | Revelación                 | Manu Gavassi         | Nominado  |
| 2011 | Prêmio Jovem Brasileiro               | Revelación del año         | Manu Gavassi         | Ganadora  |
| 2011 | Meus Prêmios Nick                     | Revelación musical         | Manu Gavassi         | Ganadora  |
| 2011 | Meus Prêmios Nick                     | Cantante favorito          | Manu Gavassi         | Nominado  |
| 2011 | Meus Prêmios Nick                     | Canción del año            | "Planos Impossíveis" | Nominado  |
| 2012 | Prêmio Multishow de Música Brasileira | Mejor cantante             | Manu Gavassi         | Nominado  |
| 2012 | Prêmio Multishow de Música Brasileira | Mejor música               | "Odeio"              | Nominado  |
| 2012 | Prêmio Jovem Brasileiro               | Mejor cantante adolescente | Manu Gavassi         | Nominado  |
| 2012 | Meus Prêmios Nick                     | Cantante favorito          | Manu Gavassi         | Ganadora  |
| 2012 | Meus Prêmios Nick                     | Canción del año            | "Odeio"              | Nominado  |
| 2012 | Kids' Choice Awards                   | Artista brasileño favorito | Manu Gavassi         | Nominado  |
| 2013 | Trófeu Internet                       | Mejor cantante             | Manu Gavassi         | Nominado  |
| 2013 | Prêmio Jovem Brasileiro               | Mejor cantante             | Manu Gavassi         | Ganadora  |
| 2013 | Meus Prêmios Nick                     | Cantante favorito          | Manu Gavassi         | Nominado  |
| 2013 | Meus Prêmios Nick                     | Canción del año            | "Clichê Adolescente" | Nominado  |
| 2013 | Kids' Choice Awards                   | Voz favorita de Brasil     | Manu Gavassi         | Nominado  |
| 2014 | Trófeu Internet                       | Mejor cantante             | Manu Gavassi         | Nominado  |
| 2014 | Meus Prêmios Nick                     | Cantante favorito          | Manu Gavassi         | Ganadora  |
| 2015 | Trófeu Internet                       | Mejor cantante             | Manu Gavassi         | Nominado  |
| 2015 | Prêmio Contigo! de TV                 | Mejor actriz de reparto    | Malhação Sonhos      | Nominado  |
| 2016 | Meus Prêmios Nick                     | Cantante favorito          | Manu Gavassi         | Nominado  |